# يوليوس إنغستروم
يوليوس إنغستروم (بالفنلندية: Julius Engström)‏ (و. 1863 – 1942 م) هو قس، من فنلندا، توفي عن عمر يناهز 79 عاماً.

## روابط خارجية
- يوليوس إنغستروم على موقع ميوزك برينز (الإنجليزية)